# Bohdan Sláma
Bohdan Sláma (ur. 29 maja 1967 w Opawie) – czeski reżyser filmowy, scenarzysta, aktor i pedagog.
Jest absolwentem Akademii Sztuk Scenicznych w Pradze.

## Filmografia
- Dzikie pszczoły – 2001 – pierwsza nagroda na festiwalach w Rotterdamie i San Francisco
- Radość – 2002
- Szczęście – 2005 – pierwsza nagroda na festiwalu w San Sebastián
- Wiejski nauczyciel – 2008
- Cztery słońca – 2012
- Kraina cienia – 2020